# Johannes Steuernagel
Johannes Steuernagel (in amtlichen Dokumenten Johannes Steuernagel X.)  (* 4. September 1805 in Windhausen; † 8. Januar 1870 ebenda) war ein hessischer Landwirt und Politiker und Abgeordneter der 2. Kammer der Landstände des Großherzogtums Hessen.
Johannes Steuernagel war der Sohn des Gerichtsschöffen Johannes Steuernagel und dessen Ehefrau Gertraud, geborene Steuernagel. Steuernagel, der evangelischen Glaubens war, war Landwirt und Bürgermeister in Windhausen und heiratete Anna Maria geborene Stein.
Von 1847 bis 1849 gehörte er der Zweiten Kammer der Landstände an. Er wurde für den Wahlbezirk Oberhessen 7/Schotten gewählt. Er war Mitglied des Vorparlament.